# 바수데바 아나카둔두비
바수데바 (/ˌvʌsuˈdeɪvə/; 산스크리트어: वसुदेव sa), 또는 아나카둔두비(아나카와 둔두비는 모두 북을 의미하며, 그의 탄생 시 이 악기를 연주한 음악가들을 따서 지어짐)는 힌두교의 신 크리슈나 (바수데바, 즉 "바수데바의 아들"), 발라라마, 그리고 수바드라의 아버지이다. 그는 브리슈니족의 왕이었다. 그의 누이 쿤티는 판두와 결혼했다.
부계명 Vāsudeva(강하게 발음되는 ā 포함)는 바수데바와 데바키의 아들인 크리슈나의 인기 있는 이름이다. "Vāsudeva"는 브리디이며, 짧은 형태인 "Vasudeva"의 파생어로, 산스크리트어에서 "누구의, 누구에게 속하는, 누구의 후손인"을 의미하는 언어적 실용주의이다. 힌두교에서 숭배 대상으로서의 "바수데바"는 일반적으로 아버지 바수데바보다는 아들 바수데바(크리슈나)를 지칭한다.

## 가족
바수데바는 칸달밤샤의 수라세나 왕국의 슈라세나 왕에게서 태어났다. 바수데바에게는 데바슈라바와 데바바가와 같은 많은 형제들과 슈루타키르티, 쿤티, 라자디데비, 슈루타데바(단타바크라의 어머니), 그리고 슈루타스라바스(시슈팔라의 어머니)와 같은 5명의 누이가 있었다. 하리밤사 푸라나에 따르면, 바수데바와 고쿨라의 우두머리인 난다는 형제나 사촌이 아니었다.

### 아내와 자녀
바수데바는 데바키와 결혼했으며, 그 외에 파우라비 로히니, 마디라, 바이샤키, 바드라, 수나마, 사하데바, 샨티데바, 슈리데바, 데바락시타, 브리카데비, 우파데비, 바다르바와 같은 다른 아내들도 있었다. 로히니는 발라라마, 사라나, 샤타를 포함한 여러 아들을 낳았다. 브리카데비는 아바가하와 난다카를 낳았다. 데바키에게서 그는 여덟 명의 아들을 두었는데, 그 중 여섯은 캄사에 의해 살해되었고, 나머지 둘은 발라라마(로히니의 자궁으로 옮겨짐)와 크리슈나였다. 그는 또한 로히니에게서 딸 수바드라를 두었다. 바가바타 푸라나의 일부 판본에서는 바수데바가 카시의 공주 수타누와 결혼하여 파운드라카라는 아들을 낳았다고 한다.

### 자손
바수데바는 아들들을 통해 많은 자손을 두었다. 사라나는 사트야드리티와 마르스티 같은 많은 아들을 두었고, 샤타는 사르티라는 아들을 두었다. 발라라마는 레바티와 결혼하여 니샤타와 울무카 두 아들과 바찰라/샤시레카라는 딸을 두었다. 크리슈나는 여덟 명의 주요 아내를 두었으며, 그들로부터 프라듐나, 삼바, 바누 등 많은 자녀를 낳았고, 그들 또한 많은 자녀를 두었다. 바수데바의 딸 수바드라는 판다바 왕자 아르주나와 결혼하여 아비만유라는 아들을 두었다. 궁극적으로 유디슈티라 이후 쿠루 왕위에 오른 것은 아비만유의 아들 파리크시트였다.
많은 야다바족은 야다바 동족상잔에서 스스로 목숨을 끊었다. 크리슈나, 발라라마, 바수데바는 나중에 목숨을 끊었고, 판다바족은 남은 야다바족 아이들과 여자들을 데리고 인다라프라스타로 갔으며, 그곳에서 프라듐나의 손자 바지라는 마투라의 왕으로 즉위했고, 다른 생존자들도 여러 곳의 왕으로 즉위했다.( 마우살라 파르바 참조) 많은 이들이 남쪽으로 이주하여 비라 발리자 또는 비르 바나지가로 알려졌으며, 남인도의 강력한 전사 상인 계급을 형성하고 나야카 왕조를 통치했다.
바수데바의 아들들은 기원전 1천년기에 크게 형성된 바가바타파와 관련이 있었는데, 여기서 바수데바-크리슈나(바수데바의 아들 크리슈나)는 최고의 궁극적 실체로 숭배되었다. 이는 문헌과 고고학적 증거에 의해 입증된다. 문헌적 증거로, 마하나라야나 우파니샤드는 다음 구절을 기록하고 있다:

नारायाणाय विद्महे वासुदेवाय धीमहि तन्नो विष्णुः प्रचोदयात्
nārāyāṇāya vidmahē vāsudēvāya dhīmahi tannō viṣṇuḥ pracōdayāt
우리는 나라야나를 알려고 노력하고, 바수데바를 명상하며, 비슈누께서 우리에게 지혜를 주신다.
— 마하나라야나 우파니샤드, 7장

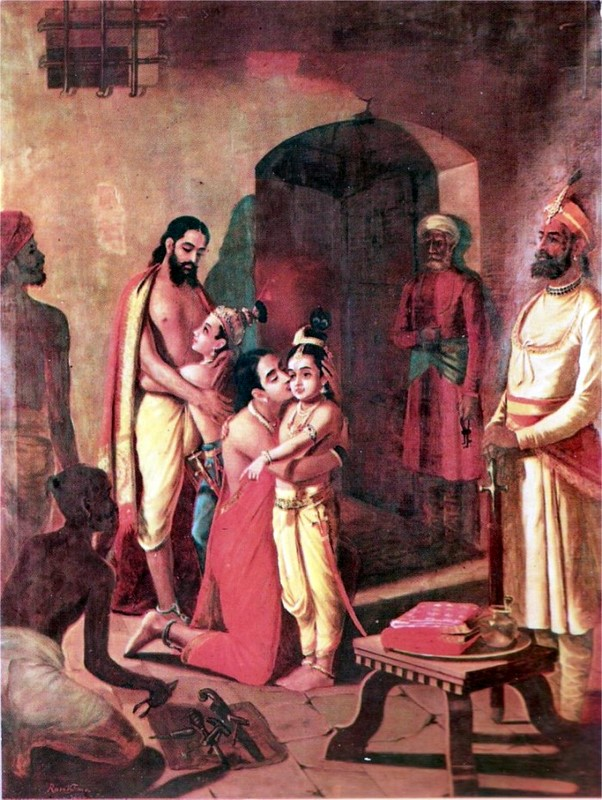
크리슈나와 발라라마가 부모님을 만나는 모습 (라자 라비 바르마의 그림)

이 구절은 나라야나, 바수데바(크리슈나), 그리고 비슈누가 동의어임을 주장한다. 위의 마하나라야나 우파니샤드가 언제 어떤 저자에 의해 쓰였는지는 알려져 있지 않다. 이 텍스트의 시적 구절과 문체에 기반한 상대적 연대기는 파르메쉬와라난드에 의해 카타, 이샤, 문다카, 슈베타슈바타라 우파니샤드와 같은 시기로 제안되었지만, 마이트리, 프라슈나, 만두카 우파니샤드보다는 이전이다. 포이어슈타인은 마하나라야나의 상대적 연대기를 문다카와 프라슈나 우파니샤드와 비슷한 시기로 본다. 이러한 상대적 연대기 추정치는 이 텍스트가 기원전 1천년기 후반에 쓰였다고 본다. 스리니바산은 마하나라야나 우파니샤드의 작곡 시기를 더 늦게, 대략 기원전 300년 이후이며 아마도 공통 시대 시작 전후 몇 세기 정도로 제안한다.
다른 증거는 고고학적 비문에서 발견되는데, 바가반은 헬리오도로스 기둥의 비문에서처럼 기원전 100년경으로 기록되어 있다. 탁실라 출신의 인도-그리스 대사 헬리오도로스는 이 시대의 숭가 왕의 궁정을 방문했으며, 이 기둥에 자신을 바가바타라고 칭하고 있는데, 학자들은 이를 바수데바 숭배가 기원전 1천년기에 잘 정립되어 있었음을 보여주는 증거로 간주한다. 바수데바를 숭배하는 인기 있는 짧은 기도문은 드와다샤크샤르이다.

## 카샤파의 바수데바로 환생

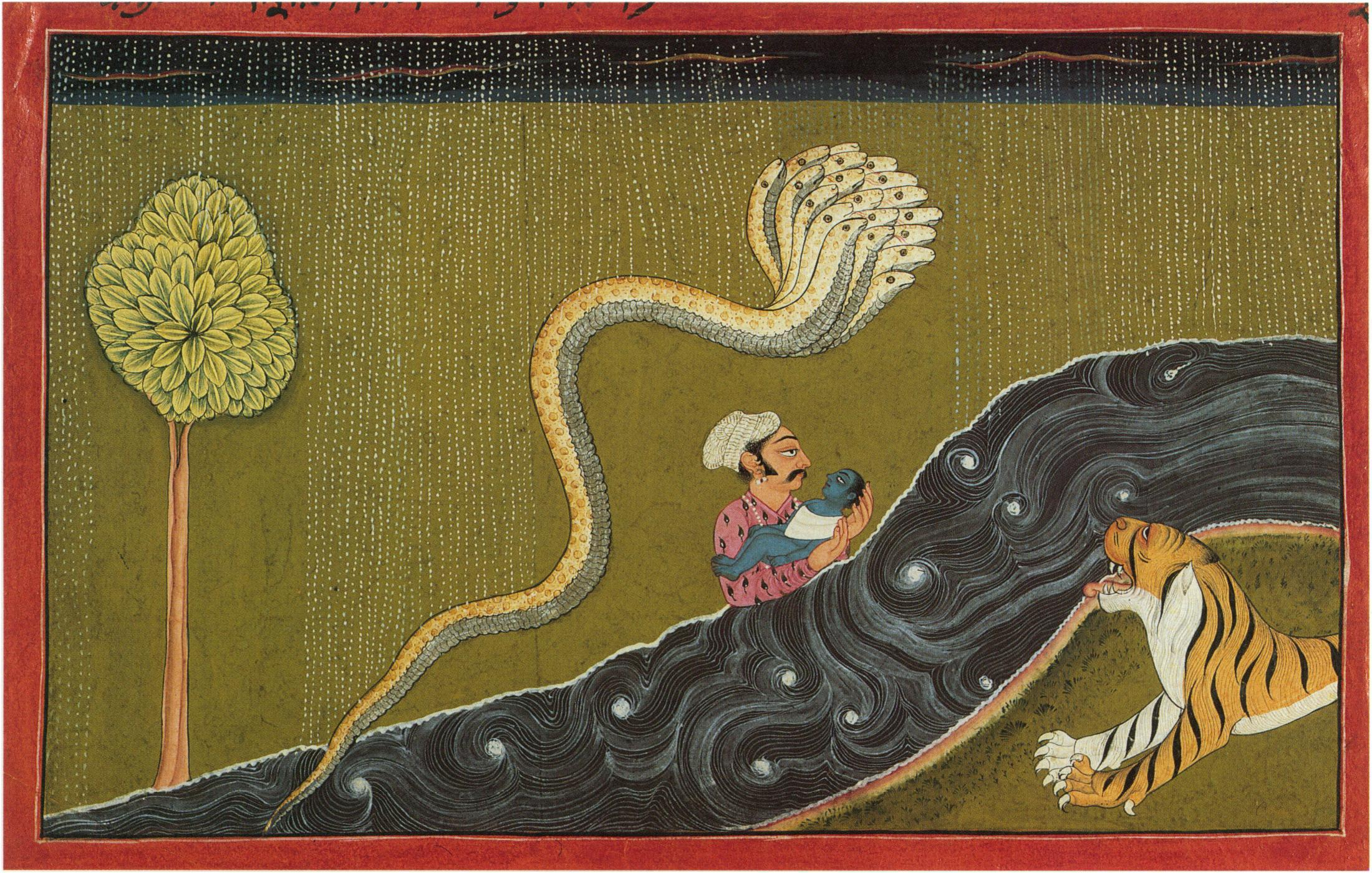
만코트 궁정의 거장, c. 1700. 바수데바가 야무나강을 건너 아기 크리슈나를 데려간다. 찬디가르 주정부 박물관 및 미술관

현자 카샤파는 바루나 또는 브라흐마 신들의 저주로 인해 크리슈나의 아버지 바수데바로 환생했다고 전해진다.
한번은 현자가 자신의 암자에서 야즈나(의식 제사)를 지냈다고 한다. 카샤파는 우유와 기 제물을 위해 신 바루나의 도움을 구했다. 바루나는 현자에게 필요한 제물을 제공할 신성한 암소를 빌려주었다. 제사를 마친 후, 카샤파는 암소를 신에게 돌려주는 것을 지체했다. 바루나는 현자와 그의 아내 아디티에게 저주를 내려, 비슈누의 아바타라 크리슈나의 부모인 바수데바와 데바키로 땅에 태어나게 했다.
다른 판본에서는 카샤파가 제사를 위해 바루나로부터 신성한 암소를 훔쳤다고 한다. 신은 브라흐마에게 개입을 요청했다. 암소를 훔친 죄로 브라흐마는 카샤파에게 저주를 내려 땅에서 소치기로 태어나게 했다. 그의 아내들인 아디티와 수라사가 그의 암소를 은둔처에 숨기는 것을 도왔기 때문에, 그들 또한 그의 두 아내인 데바키와 로히니로 땅에 태어났다.

## 같이 보기
- 헬리오도로스 기둥
- 하티바다 고순디 비문
- 나네가트
- 바수 도어잼 비문
- 바수데바 우파니샤드

## 참고 문헌
- Fortson, Benjamin W. IV (2004). 《Indo-European Language and Culture》. Blackwell Publishing. ISBN 1-4051-0316-7.
- Feuerstein, Georg (1989). 《Yoga: The Technology of Ecstasy》. Tarcher. ISBN 978-0-87477-525-9.
- Hattangadi, Sunder (1999). “महानारायणोपनिषत् (Mahanarayana Upanishad)” (PDF) (산스크리트어). 2016년 1월 23일에 확인함.
- Olivelle, Patrick (2011), 《Ascetics and Brahmins: Studies in Ideologies and Institutions》, 앤섬 프레스, ISBN 978-0-85728-432-7
- Olivelle, Patrick (1998), 《Upaniṣads》, Oxford University Press, ISBN 978-0-19-283576-5
- Parmeshwaranand, S (2000). 《Encyclopaedic Dictionary of Upanisads》. Sarup & Sons. ISBN 978-81-7625-148-8.
- Hastings, James Rodney (1908). 《Encyclopedia of Religion and Ethics, v.4: Behistun (continued) to Bunyan, p. 540.》. John A Selbie, ed. Edinburgh: Kessinger Publishing, LLC (Reprint 1990). 476쪽. ISBN 978-0-7661-3673-1.
- Srinivasan, Doris (1997). 《Many Heads, Arms, and Eyes》. BRILL Academic. ISBN 978-90-04-10758-8.

## 더 읽어보기
- RG 반다르카르: "파니니의 바수데바" 4.3.98. Journal of the Royal Asiatic Society, 1910.